# Pihelgalaid
Pihelgalaid est une île d'Estonie en mer Baltique.

## Géographie
Elle s'étend sur une longueur d'environ 1,2 km pour une largeur d'à peine 200 m au maximum et appartient à la commune de Varbla.